# Niklas Kreutzmann
Niklas Bach Kreutzmann (verh. Niklas Kreutzmann Jørgensen; * 18. September 1982 in Aalborg) ist ein ehemaliger grönländisch-dänischer Fußballspieler.

## Vereinskarriere
Niklas Kreutzmann spielte in der Jugend in Nuuk bei B-67 Nuuk und NÛK. Ab 1999 spielte er in Dänemark beim unterklassigen Verein Frederikshavn fI. Von 2001 bis 2002 spielte er für ein Jahr beim spanischen Amateurverein Alzamora CF aus Barcelona, bevor er nach Frederikshavn zurückkehrte. 2004 wechselte er zum dänischen Drittligisten Aarhus Fremad, mit dem er 2006 in die zweitklassige 1. Division aufstieg. In der Saison 2006/07 kam er 14-mal zum Einsatz. Für die folgenden Jahre liegen keine Spieldaten mehr vor. 2009 beendete er sein Zahnmedizinstudium in Aarhus und beendete daraufhin seine Karriere.

## Nationalmannschaft
Kreutzmann war Kapitän der grönländischen Fußballauswahl und nahm u. a. am FIFI Wild Cup und den Island Games (2003 und 2005) teil. Das letzte Mal ist er 2012 als Nationalmannschaftsspieler bezeugt.